# Codi ATC J05
El  codi ATC J05, descrit com Antivirals d'ús sistèmic, és una subgrup terapèutic de l'Anatomical, Therapeutic, Chemical Classification System (ATC). La classificació ATC és un sistema de codis alfanumèric desenvolupat per l'Organització Mundial de la Salut (OMS) per als fàrmacs i altres productes sanitaris. El subgrup J05 és part del grup anatòmic J Antiinfecciosos en general per a ús sistèmic.

Els codis per a ús veterinari (codis ATCvet) poden han estat creats afegint la lletra Q davant dels codis ATC humans: QJ05... 
Les adaptacions estatals de la classificació ATC poden incloure codis addicionals no presents en aquesta llista, que segueix la versió de l'OMS.

## J05A Agents d'acció directa
J05A A Tiosemicarbazones
J05A B Nucleòsids i nucleòtids, excl. inhibidors de la transcriptasa inversa
J05A C Amines cícliques
J05A D Derivats de l'àcid fosfònic
J05A I Inhibidors de proteasa
J05A F Inhibidors nucleosídics de la transcriptasa inversa
J05A G Inhibidors no nucleosídics de la transcriptasa inversa
J05A H Inhibidors de la neuramidasa
J05A X Altres antivirals